# Foulehaio
Foulehaio är ett fågelsläkte i familjen honungsfåglar inom ordningen tättingar. Släktet omfattar tre arter som förekommer i ögrupper i västra Stilla havet, i Samoa, Fiji och Tonga:
- Sydlig flikhonungsfågel (F. procerior)
- Polynesisk flikhonungsfågel (F. carunculatus)
- Nordlig flikhonungsfågel (F. taviuensis)